# José Ignacio González Sáenz
José Ignacio González Sáenz, més conegut com a Natxo González (Vitòria, 29 de juliol de 1966) és un entrenador de futbol basc. Actualment és l'entrenador de l'UE Sant Andreu.

## Trajectòria com a jugador
Natxo González es va formar a les categories inferiors del CD Ariznabarra de Vitòria, com a juvenil va jugar al CD Aurrerá de Vitòria, de la Divisió d'Honor, i posteriorment va fitxar pel CD Alegría de Dulantzi. Amb només 20 anys va penjar les botes.

## Trajectòria com a entrenador

### Els inicis a Àlaba
La temporada 1986-1987 va iniciar la seva carrera com a tècnic a l'Ariznabarra, primer en diferents equips del futbol base i finalment al primer equip. L'estiu del 1994 va iniciar una etapa de 9 temporades al Deportivo Alavés, on va ser entrenador del Juvenil A de Divisió d'Honor i entrenador del segon equip vitorià (1997-2000), aconseguint l'ascens a Segona Divisió B.

### CF Reus Deportiu (2003-2007)
Natxo González va fitxar pel CF Reus Deportiu l'estiu del 2003. Després d'una primera temporada com a directiu esportiu del club roig-i-negre, l'estiu de 2004 Natxo va prendre les regnes de l'equip com a primer entrenador, acabant en quarta posició de Tercera Divisió i aconseguint l'ascens a Segona Divisió B al camp de l'AD Mar Menor. A la nova categoria el Reus no va tenir sort i va baixar a Tercera en l'últim partit de lliga contra el CA Osasuna B. Tot i això, Natxo sempre havia tingut la confiança de la directiva i de l'afició, i la temporada següent el Reus va ser campió de Tercera, amb només 12 gols encaixats en 38 partits, tot i que l'ascens a Segona B es va escapar a la promoció davant del Betis B.

### UE Sant Andreu (2007-2011)
Dos dies després del partit contra el Betis B, Natxo González va fitxar per la UE Sant Andreu. El club andreuenc, presidit per Joan Gaspart, havia baixat a Tercera Divisió i Natxo González va ser contractat per recuperar la categoria perduda i a mitjà termini, per lluitar per l'ascens a Segona Divisió A. La primera temporada de Natxo el Sant Andreu va quedar subcampió de Tercera per darrere del FC Barcelona B, tot i haver ocupat el lideratge durant la pràctica totalitat del campionat. En la promoció d'ascens, el Sant Andreu va superar l'Haro Deportivo i l'Arandina CF de manera molt còmoda, aconseguint l'ascens de categoria el 15 de juny de 2008.
La segona temporada de Natxo al Sant Andreu va començar amb un títol. El 8 d'octubre de 2008 el Sant Andreu va guanyar la Copa Catalunya, després de superar el CF Badalona, el Girona FC, el Gimnàstic de Tarragona, el FC Barcelona a la semifinal i el RCD Espanyol a la final disputada a Sant Carles de la Ràpita. En la lliga, l'equip andreuenc va acabar en tercera posició, classificant-se per disputar la promoció d'ascens a Segona A. L'AD Alcorcón es va interposar en el camí dels andreuencs.
La temporada 2009-2010 és, sens dubte, la més existosa de Natxo al Sant Andreu. L'equip es va proclamar campió de Segona B. A la promoció, però, l'equip no tindria tanta sort. A l'eliminatòria de campions, el Sant Andreu va perdre l'ascens davant la SD Ponferradina en una agònica tanda penals a l'estadi del Toralín. El Sant Andreu passaria a jugar la repesca, superant la Universidad de Las Palmas a la semifinal, però el FC Barcelona B va barrar el pas als quadribarrats a la final, amb una dubtosa actuació arbitral al partit d'anada disputat al Miniestadi.
La quarta i última temporada de Natxo al Sant Andreu va estar marcada per la decepció de no haver pujat la temporada anterior. L'equip va començar prou bé, però ràpidament va entrar en una espiral de resultats negatius, i l'equip va acabar en una discreta setena posició. Joan Gaspart va anunciar la seva marxa del Sant Andreu, deixant de col·laborar econòmicament amb el club quadribarrat. Natxo González va finalitzar així quatre anys d'èxits al club andreuenc, amb l'espina clavada de no haver pogut aconseguir l'ascens a Segona A.

### Deportivo Alavés (2012-2013)
Després de la seva marxa del Sant Andreu, va estar un any allunyat de les banquetes, fins que va ser contractat pel Deportivo Alavés.13 Natxo va fer una gran temporada al comandament de l'equip, estant gairebé tota la temporada en primer lloc, per la qual cosa en finalitzar la temporada, l'equip basc va entrar en el play-off d'ascens. Després de superar el Real Jaén, l'equip basc va ascendir a Segona Divisió i va quedar campió de Segona Divisió B després de superar el CD Tenerife per un resultat global de 4-3.
Natxo va ser renovat pels dirigents de l'Alavés, de manera que va dirigir l'equip en el seu retorn a la categoria de plata. El 3 de desembre de 2013, Natxo González va ser destituït a causa de la mala marxa del conjunt de Vitòria, penúltim classificat en aquell moment.

### Reus Deportiu (2014-2017)
L'1 de juny de 2014, González va iniciar la seva segona etapa al CF Reus Deportiu. Va aconseguir portar al conjunt del Baix Camp al tercer lloc del seu grup, per la qual cosa va accedir a la promoció d'ascens per primera vegada en la seva història. En la seva segona temporada, va aconseguir l'èxit de proclamar-se campió del Grup III de la Segona Divisió B, i posteriorment, va ascendir al Reus Deportiu a Segona Divisió per primera vegada en la seva història. El 7 de juny de 2017, una setmana després d'aconseguir la permanència matemàtica en la categoria de plata, va anunciar que no renovaria el seu contracte amb el club.

### Real Zaragoza (2017-2018)
L'11 de juny de 2017, el Real Zaragoza va confirmar la contractació de González per a les dues pròximes temporades. Sota la seva direcció, l'equip aragonès es va sobreposar a un inici dubitatiu i va finalitzar la Lliga en 3a posició, classificant-se per a la promoció d'ascens, on va ser eliminat pel CD Numancia a semifinals. L'endemà passat d'acabar la temporada, va anunciar que no seguiria a la banqueta de La Romareda.

### Deportivo de la Corunya (2018-2019)
Quatre dies després de deixar el Real Zaragoza, el 15 de juny, es va comprometre per una temporada amb opció a una altra amb el Real Club Deportivo de La Coruña. El 7 d'abril de 2019, amb l'equip cinquè encara que a 7 punts de l'ascens directe a Primera Divisió, va ser acomiadat a causa de la mala ratxa de resultats.

### Carrera posterior
González va marxar a l'estranger per primer cop per fer-se càrrec del C.D. Tondela de la Primeira Liga de Portugal el 14 de juny de 2019. Va substituir Pepa en el càrrec. Després de mantenir el club a la màxima categoria la temporada 2019–20 amb una victòria en la darrera jornada contra el Moreirense FC, va dimitir un any abans del que li tocava, el 5 d'agost de 2020.
El 12 de desembre de 2020, González fou nomenat entrenador del Club Bolívar bolivià. El següent 23 de maig, després de l'eliminació de la Copa Sudamericana 2021, fou cessat.
El 27 de gener de 2022, González fou nomenat entrenador del Màlaga CF. Fou cessat el 2 d'abril, després de només una victòria en deu partits.